# Джорджо Пуя
Джорджо Пуя (італ. Giorgio Puia, * 8 березня 1938, Горіція) — колишній італійський футболіст, півзахисник. По завершенні ігрової кар'єри — футбольний тренер.
Як гравець насамперед відомий виступами за клуб «Торіно», а також національну збірну Італії.
Дворазовий володар Кубка Італії.

## Клубна кар'єра
Вихованець футбольної школи клубу «Про Горіція».
У дорослому футболі дебютував 1958 року виступами за команду клубу «Трієстина», в якій провів два сезони, взявши участь у 32 матчах чемпіонату.
Протягом 1960—1963 років захищав кольори команди клубу «Ланероссі».
1963 року перейшов до клубу «Торіно», за який відіграв 9 сезонів. Більшість часу, проведеного у складі «Торіно», був основним гравцем півзахисту команди. За цей час двічі виборював титул володаря Кубка Італії. Завершив професійну кар'єру футболіста виступами за команду «Торіно» у 1972 році.

## Виступи за збірну
1962 року дебютував в офіційних матчах у складі національної збірної Італії. Протягом кар'єри у національній команді, яка тривала 9 років, провів у формі головної команди країни лише 7 матчів. У складі збірної був учасником чемпіонату світу 1970 року у Мексиці, де разом з командою здобув «срібло».

## Кар'єра тренера
Розпочав тренерську кар'єру, повернувшись до футболу після невеликої перерви, 1976 року, очоливши тренерський штаб клубу «Б'єллезе». Досвід тренерської роботи обмежився цим клубом.

## Титули і досягнення
- Володар Кубка Італії (2):

«Торіно»: 1967-68, 1970-71
- Віце-чемпіон світу: 1970